# Message de Malahide
 (mai 2010).
Le message de Malahide sur l’Objectif de Biodiversité 2010 est un objectif de conservation visant à interrompre le déclin de la biodiversité vers la fin de l'année 2010.

## Contexte
C'est durant le sommet de l'ONU à Göteborg en 2001 qu'il fut décidé que la "Le déclin de la biodiversité devrait être interrompu avant 2010".
En 2002, la 6e Conférence de la Convention sur la diversité biologique a adopté le Plan Stratégique pour la Convention dans la Décision VI/26. La Décision déclare " se remettre à une mise en œuvre plus efficace et cohérente des trois objectifs de la Convention : réaliser avant 2010 une réduction significative du taux actuel de perte de biodiversité au niveau mondial, régional et national, comme une contribution à l'allégement de pauvreté et à l'avantage de toute vie sur Terre."
Le Sommet mondial sur le Développement durable tenu à Johannesburg en 2002 a confirmé l’Objectif de Biodiversité 2010 et a appelé « l'accomplissement avant 2010 d'une réduction significative du taux actuel de perte de biodiversité ».

## Conférence de Malahide et message
La présidence irlandaise du Conseil de l'Union européenne en 2004 a tenu une conférence en 2004 dans la ville de Malahide sur l’Objectif de Biodiversité 2010 qui a abouti à une feuille de route détaillée ou « Message de Malahide ». En même temps, un certain nombre d'organisations se sont jointes pour lancer l'initiative Countdown2010 pour soutenir le projet. Le 22 mai 2006, la Commission européenne a lancé sa Communication sur la Biodiversité comme un outil de mise en œuvre pour atteindre l’Objectif de Biodiversité 2010.

## Sources